# 루이스 무뇨스 마린 국제공항
루이스 무뇨스 마린 국제공항(Luis Muñoz Marín International Airport, IATA: SJU, ICAO: TJSJ, FAA LID: SJU, 스페인어: Aeropuerto Internacional Luis Muñoz Marín, 이전 명칭: Isla Verde International Airport/Aeropuerto Internacional de Isla Verde)은 푸에르토리코의 수도 산후안에서 남동쪽으로 5km 떨어진 카롤리나에 위치한 국제공항으로 이 공항의 이름은 푸에르토리코의 제1대 민선 지사 루이스 무뇨스 마린을 기리기 위해 명명되었으며 카리브 지역에서 승객 교통 면에서 가장 분주한 공항이며 연방항공국에 따르면 400만 이상의 승객이 한 해에 이 공항에서 탑승하면서 연방국에서 관찰한 48번째로 분주한 공항이다.

## 통계
| 연도 | 총 승객 수 | % 변화율 |
| 2001 | 9,453,564  | –        |
| 2002 | 9,389,232  | 0.7%     |
| 2003 | 9,716,687  | 3.5%     |
| 2004 | 10,568,986 | 8.8%     |
| 2005 | 10,768,698 | 1.9%     |
| 2006 | 10,506,118 | 2.4%     |
| 2007 | 10,409,464 | 0.9%     |
| 2008 | 9,378,924  | 9.9%     |
| 2009 | 8,245,895  | 12.1%    |
| 2010 | 8,491,257  | 3.0%     |
| 2011 | 7,993,381  | 5.9%     |
| 2012 | 8,448,172  | 5.7%     |
| 2013 | 8,347,119  | 1.2%     |
| 2014 | 8,569,622  | 2.7%     |
| 2015 | 8,733,161  | 1.9%     |
| 2016 | 9,037,134  | 3.5%     |
| 2017 | 8,437,604  | 6.6%     |
| 2018 | 8,373,679  | 0.8%     |
| 2019 | 9,448,253  | 11.4%    |
| 2020 | 4,845,353  | 48.7%    |
| ---- | ---------- | -------- |